# Ashton Holmes
Ashton Holmes (Alabany, 17 de fevereiro de 1978) é um ator americano. Mais conhecido por seus papéis nos filmes A History of Violence e Wind Chill, na minissérie The Pacific e nas séries Nikita e Revenge.

## Biografia
Ashton Holmes nasceu em Albany (Nova Iorque), sua mãe Susan é uma assistente social. Em uma idade jovem, começou a ter aulas de atuação e participou do teatro comunitário. Em seu último ano do ensino médio, ele participou do programa de estágio do "New York State Theater Institute" e se formou em teatro.
Ele foi envolvido com o cenário musical de Alabany e foi vocalista da banda regional "Method of Groove". Durante este tempo, começou a buscar demos para gravadoras independentes locais. De acordo com o documentário Neverender: Children of The Fence Edition, em que Holmes aparece, foi ele quem garantiu o primeiro contrato da banda Coheed and Cambria com a gravadora Equal Vision Records.
Holmes fez sua estreia na televisão com um papel recorrente na soap opera One Life to Live. Em 2005, ele estrelou como Jack Stall no filme A History of Violence. No ano seguinte, teve um papel recorrente na série Boston Legal. O ator também apareceu nos filmes Peaceful Warrior em 2006, What Do Is Secret e Normal Adolescent Behavior em 2007.
Ainda em 2007, co-estrelou com Emily Blunt o filme de suspense Wind Chill e apareceu no filme de comédia-drama Smart People, em 2008.
Na televisão, ele apareceu em episódios de Criminal Minds, Law & Order: Special Victims Unit, Cold Case, Ghost Whisperer, Numb3rs, House, M.D., Law & Order: Criminal Intent e CSI: Crime Scene Investigation.
Em 2010, atuou como Sid Phillips na minissérie The Pacific. De 2010 a 2011, participou da primeira temporada de Nikita, com o personagem Thom.
De 2011 a 2012, apareceu como Tyler Barrol em Revenge.
Em 21 de fevereiro de 2013, foi relatado que Holmes foi escalado como Wyatt Bickford no telefilme Reckless.
De 2002 a 2005, o ator foi parte do musical Rent, composto por Jonathan Larson, no qual ele interpretou Mark Cohen, um dos personagens principais.

## Filmografia

### Televisão
| Ano       | Título                            | Papel                      | Notas                                          |
| --------- | --------------------------------- | -------------------------- | ---------------------------------------------- |
| 2018      | Arrow                             | Eric Cartier Jr.           | Episódio: "The Dragon"                         |
| 2017      | Being Mary Jane                   | Garrett Keswick            | Recorrente                                     |
| 2014      | Criminal Minds                    | Finn Bailey                | Episódio: "Persuasion"                         |
| 2013      | Supernatural                      | Ephraim                    | Episódio: "Heaven Can't Wait"                  |
| 2011      | Lie to Me                         | Zach Morstein              | Episódio: "Killer App"                         |
| 2011–2012 | Revenge                           | Tyler Barrol               | 11 episódios                                   |
| 2010      | The Pacific                       | Sid Phillips               | Minissérie - 07 episódios                      |
| 2010–2011 | Nikita                            | Thom                       | Elenco principal (1ª temporada) - 10 episódios |
| 2009      | Law & Order: Criminal Intent      | Hank                       | Episódio: "Rock Star"                          |
| 2009      | House, M.D.                       | Scott                      | Episódio: "Both Sides Now"                     |
| 2009      | CSI: Crime Scene Investigation    | Sam Trent                  | Episódio: "Better Off Dead"                    |
| 2008      | Numb3rs                           | Emerson Laidlaw            | Episódio:"Scan Man"                            |
| 2006      | Boston Legal                      | Scott Little               | 05 episódios                                   |
| 2005      | Ghost Whisperer                   | Kirk Jensen                | Episódio: "Voices"                             |
| 2004      | Cold Case                         | Sean Morgan / Bobby Gordon | Episode: "Maternal Instincts"                  |
| 2003      | Law & Order: Special Victims Unit | Davis Harrington           | Episódio: "Soulless"                           |
| 2002–2003 | One Life to Live                  | Greg Johnson               | 03 episódios                                   |

### Cinema
| Ano  | Título                      | Papel            | Notas                |  |
| ---- | --------------------------- | ---------------- | -------------------- |  |
| 2018 | Acts of Violence            | Roman            |                      |  |
| 2016 | Imperfections               | Alex             |                      |  |
| 2014 | Only Human                  | Janson Lang      | Telefilme            |  |
| 2013 | Cold Turkey                 | Jacob            |                      |  |
| 2013 | Reckless                    | Wyatt Bickford   | Telefilme            |  |
| 2011 | The Divide                  | Adrien           |                      |  |
| 2008 | Smart People                | James Wetherhold |                      |  |
| 2007 | Wind Chill                  | Guy              |                      |  |
| 2007 | Normal Adolescent Behavior  | Sean Mayer       |                      |  |
| 2007 | What Do Is Secret           | Rob Henley       |                      |  |
| 2006 | Peaceful Warrior            | Tommy            |                      |  |
| 2005 | A History of Violence       | Jack Stall       |                      |  |
| 2004 | A Million Miles to Sunshine | Rice             | Curta-metragem       |  |
| 2003 | Raising Hell                | Zach Adler       | Diretamente em vídeo |  |
| 1997 | Advising Michael            | Jeff             |                      |  |

### Teatro
| Ano       | Título | Papel      | Notas            |
| --------- | ------ | ---------- | ---------------- |
| 2002–2005 | Rent   | Mark Cohen | Elenco principal |